# Giuseppe Martino (wielrenner)
Giuseppe Martino (Castelmagno Borge Croce, 1 mei 1915 - Alice Bel Colle, 29 oktober 2001) was een Italiaans weg- en baanwielrenner, die beroeps was tussen 1938 en 1958.

## Wielerloopbaan
In 1955 werd Martino derde op het wereldkampioenschap stayeren, een discipline waarin hij zeven keer op rij nationaal kampioen werd.

## Belangrijkste overwinningen
1938
- GP de Fréjus

1939
- 1e etappe deel b Lyon-Grenoble-Lyon
- Eindklassement Lyon-Grenoble-Lyon + Pierre Brambilla
- GP de Fréjus

1951
- Nationaal Kampioenschap baan, Halve Fond, Elite

1952
- Nationaal Kampioenschap baan, Halve Fond, Elite

1953
- Nationaal Kampioenschap baan, Halve Fond, Elite

1954
- Nationaal Kampioenschap baan, Halve Fond, Elite

1955
- Nationaal Kampioenschap baan, Halve Fond, Elite

1956
- Nationaal Kampioenschap baan, Halve Fond, Elite

1957
- Nationaal Kampioenschap baan, Halve Fond, Elite

## Resultaten in voornaamste wedstrijden op de weg
| Jaar | Parijs-Roubaix |
| ---- | -------------- |
| 1943 | 23e            |
| 1944 | 75e            |